# The Boss of the Rancho
The Boss of the Rancho er en amerikansk stumfilm fra 1919 af E. A. Middleton.